# مارتن إس. أوير
مارتن إس. أوير (بالإنجليزية: Martin S. Auer)‏ هو سياسي أمريكي، ولد في 21 يوليو 1918، وتوفي في 21 مايو 1991. حزبياً، نشط في الحزب الجمهوري. وقد انتخب عضو مجلس ولاية نيويورك.